# Hạt tiêu chanh (Peru)
Hạt tiêu chanh, ají limon, là một hạt tiêu nóng, có mùi như chanh, là một gia vị hạt tiêu phổ biến ở Peru, với tên bản xứ qillu uchu. Giống này thuộc loài baccatum, hạt tiêu này là một loại hạt tiêu hình nón dài khoảng 60 mm và rộng 12mm với vỏ nhăn. 

Phản ứng với loại hạt tiêu này từ rất thích cho tới không thích vì có vị xà phòng, nhưng vị của nó thường được mô tả là ngọt ngào, nóng nhẹ nhàng, và có vị chanh.